# Celia Weston
Celia Weston (Spartanburg, 14 dicembre 1951) è un'attrice statunitense.

## Biografia
Nata nella Carolina del Sud, si laurea in psicologia presso il Salem College. Decide di non intraprendere la carriera medica per dedicarsi completamente alla recitazione e alla sua grande passione, il teatro. Lavora in varie rappresentazioni di Broadway fino al suo debutto cinematografico, nel film di John Schlesinger Crazy Runners - Quei pazzi pazzi sulle autostrade, ma l'attrice diventa nota soprattutto per il ruolo di Jolene Hunnicutt nella sit-com Alice.
Nella sua lunga carriera di caratterista è apparsa in film come Dead Man Walking - Condannato a morte, per il quale è stata candidata al Independent Spirit Awards 1996, Cavalcando con il diavolo di Ang Lee, Il talento di Mr. Ripley di Anthony Minghella, The Village di M. Night Shyamalan. Recentemente ha lavorato nei film Sapori e dissapori e Invasion, inoltre è apparsa nella quarta serie di Desperate Housewives nel ruolo di Adele Delfino, madre di Mike Delfino.

## Filmografia parziale

### Cinema
- Crazy Runners - Quei pazzi pazzi sulle autostrade (Honky Tonk Freeway), regia di John Schlesinger (1981)
- Un gentleman a New York (Stars and Bars), regia di William Boyd (1988)
- Cambiar vita (A New Life), regia di Alan Alda (1988)
- Il mio piccolo genio (Little Man Tate), regia di Jodie Foster (1991)
- Eroi di tutti i giorni (Unstrung Heroes), regia di Diane Keaton (1995)
- Dead Man Walking - Condannato a morte (Dead Man Walking), regia di Tim Robbins (1995)
- Amori e disastri (Flirting with Disaster), regia di David O. Russell (1996)
- Celebrity, regia di Woody Allen (1998)
- Getting to Know You - Cominciando a conoscerti (Getting to Know You), regia di Lisanne Skyler (1999)
- Cavalcando col diavolo (Ride with the Devil), regia di Ang Lee (1999)
- La neve cade sui cedri (Snow Falling on Cedars), regia di Scott Hicks (1999)
- Il talento di Mr. Ripley (The Talented Mr. Ripley), regia di Anthony Minghella (1999)
- Avviso di chiamata (Hanging Up), regia di Diane Keaton (2000)
- In the Bedroom, regia di Todd Field (2001)
- Cuori in Atlantide (Hearts in Atlantis), regia di Scott Hicks (2001)
- K-PAX - Da un altro mondo (K-PAX), regia di Iain Softley (2001)
- Igby (Igby Goes Down), regia di Burr Steers (2002)
- Lontano dal paradiso (Far from Heaven), regia di Todd Haynes (2002)
- Come farsi lasciare in 10 giorni (How to Lose a Guy in 10 Days), regia di Donald Petrie (2003)
- Hulk, regia di Ang Lee (2003)
- La giuria (Runaway Jury), regia di Gary Fleder (2003)
- The Village, regia di M. Night Shyamalan (2004)
- Junebug, regia di Phil Morrison (2005)
- Joshua, regia di George Ratliff (2007)
- Sapori e dissapori (No Reservations), regia di Scott Hicks (2007)
- Invasion (The Invasion), regia di Oliver Hirschbiegel (2007)
- Happy Tears, regia di Mitchell Lichtenstein (2009)
- Observe and Report, regia di Jody Hill (2009)
- The Box, regia di Richard Kelly (2009)
- After.Life, regia di Agnieszka Wojtowicz-Vosloo (2009)
- Un perfetto gentiluomo (The Extra Man), regia di Shari Springer Berman e Robert Pulcini (2010)
- Innocenti bugie (Knight and Day), regia di James Mangold (2010)
- Lo stagista inaspettato (The Intern), regia di Nancy Meyers (2015)
- The Disappointments Room, regia di D.J. Caruso (2016)
- In the Radiant City, regia di Rachel Lambert (2016)
- Freak Show, regia di Trudie Styler (2017)
- Poms, regia di Zara Hayes (2019)
- The Secret - La forza di sognare (The Secret: Dare to Dream), regia di Andy Tennant (2020)
- Adam, regia di Michael Uppendahl (2020)
- A Little Prayer, regia di Angus MacLachlan (2023)

### Televisione
- Alice – serie TV, 90 episodi (1981-1985)
- E.R. - Medici in prima linea (ER) – serie TV, episodio 5x16 (1999)
- Law & Order - Unità vittime speciali (Law & Order) – serie TV, episodio 3x03 (2001)
- Out of Order – miniserie TV, 6 puntate (2003)
- Desperate Housewives – serie TV, episodio 4x15 (2008)
- Memphis Beat – serie TV, 16 episodi (2010-2011)
- Modern Family – serie TV, 5 episodi (2010-2016)
- American Horror Story – serie TV, 5 episodi (2014-2015)
- Hunters – serie TV, 4 episodi (2020)
- Bless This Mess – serie TV, episodi 2x19-2x20 (2020)
- The Thing About Pam – miniserie TV, puntate 02-04 (2022)
- Echoes – miniserie TV, 4 puntate (2022)
- Leanne - serie TV, (2025)

## Doppiatrici italiane
Nelle versioni in italiano delle opere in cui ha recitato, Celia Weston è stata doppiata da:
- Aurora Cancian in Igby Goes Down, Invasion, After.Life, Memphis Beat
- Anna Rita Pasanisi in Come farsi lasciare in 10 giorni, Psych, The Secret - La forza di sognare
- Lorenza Biella in The Village, Joshua, Innocenti bugie
- Graziella Polesinanti in Hulk
- Melina Martello in Alice
- Angiolina Quinterno in Celebrity
- Silvia Pepitoni in In the Bedroom
- Marzia Ubaldi in Law & Order - Criminal Intent (st. 5)
- Ada Maria Serra Zanetti in Junebug
- Carmen Onorati in Desperate Housewives
- Angiola Baggi in Happy Tears
- Vittoria Febbi in Un perfetto gentiluomo
- Elisabetta Cesone in Adult Beginners
- Renata Biserni in American Horror Story (st. 4)
- Franca D'Amato ne Lo stagista inaspettato
- Valeria Perilli in Freak Show
- Rita Baldini in Hunters